# Meló (anatomia dels cetacis)

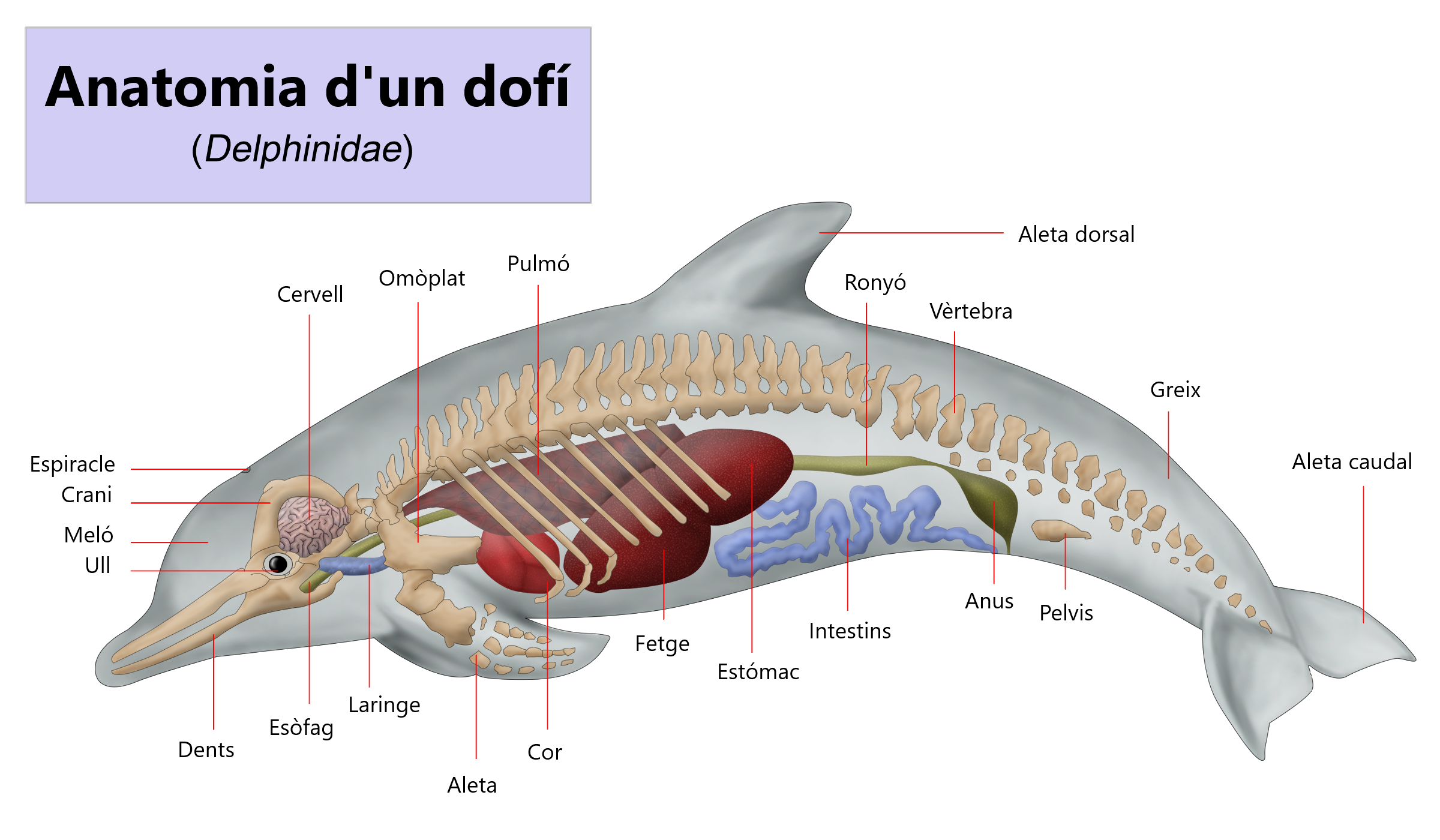
Anatomia d'un dofí

El meló és una pila de greix oliosa i de forma ovalada que es troba al centre del front de la majoria de dofins i de totes les balenes dentades, entre l'espiracle i el final del cap. La funció del meló no està ben entesa, però els científics creuen que serveix per concentrar els sons utilitzats en l'ecolocació. Alguns científics també creuen que el meló pot tenir una funció en la immersió i en la flotabilitat. La mida del meló tendeix a augmentar en les balenes dentades que s'immergeixen a més profunditat. Els melons d'algunes espècies estan més desenvolupats i especialitzats que els d'altres. El catxalot està tan especialitzat que l'oli dins de l'òrgan té una composició diferent del d'altres espècies. De fet, les diferències en mida i composició són tan grans que l'òrgan té el seu propi nom: l'espermaceti, que conté la substància cerosa usada per fer espelmes en els primers temps de la caça de balenes.
El meló de la beluga també és únic. Una de les adaptacions al seu ambient glacial és l'habilitat de fer canviar la forma del meló segons com li convingui.